# Дуби велетні (пам'ятка природи, Славутський район)
Дуби́ ве́летні — ботанічна пам'ятка природи місцевого значення в Україні. Об'єкт природно-заповідного фонду Хмельницької області.
Розташована в межах Улашанівської сільської громади Шепетівського району Хмельницької області, на схід від села Романіни.
Площа 0,8 га. Статус присвоєно згідно з рішенням 8 сесії  облради від 1.11.1996 року № 2. Перебуває у віданні ДП «Славутський лісгосп» (Романінське л-во, кв. 23, вид. 39).